# OSIRIS/オシリス
『OSIRIS/オシリス』（Science Fiction Volume One: The Osiris Child）は、2016年のオーストラリアのSFアクション映画。
シェーン・アビス監督の3作目の長編映画作品で、出演はダニエル・マクファーソンとケラン・ラッツなど。消滅寸前の植民惑星に取り残された娘を救うために奔走する父と、彼に協力することになった脱獄囚を描く。
2016年9月にアメリカで開催されたファンタスティック・フェストにて初上映された後、日本では「未体験ゾーンの映画たち 2018」にて上映された。

## ストーリー
主人公ケインの娘インディが父の思い出を語るところから物語が始まり、その後は時系列の異なる7つの章で構成される。
第1章 インディアナ州 (Chapter I The State Of Indiana)
ある植民惑星の管理をその上空の宇宙船フローティアから行なっているケイン・サマーヴィル中尉のもとに地球から娘インディが会いに来る。そんな中、惑星の刑務所から囚人たちが反乱を起こして脱走し、人類を破滅させるウィルスをばらまくと脅迫する。リネックス司令官は、23時間後までに交渉がまとまらなければ、地上にある原子炉を爆発させて惑星を壊滅させることを決める。しかしこれは嘘であり、軍事企業エクソールが別の惑星の植民地化に利用する目的で刑務所で密かに繁殖させていた怪物"ラグド"が脱走してしまい、その事実を隠蔽するための行動であることがわかる。この事実を知ったケインは地上にいるインディを救出するために戦闘機で脱走する。追撃され、緊急脱出して地上に降りたケインは、刑務所から逃げてきた看護師のサイと出会い、軍用シェルターに入れてやる条件で彼に協力を頼む。
第2章 政略結婚 (Chapter II A Marriage Of Convenience)
刑務所に入れられた凶悪犯のサイは、仲間と結託して脱獄を計画し、意図的に独房に入る。
第3章 猛獣の調教師 (Chapter III Lion Tamers)
ケインとサイは流れ者のビルとジプに大金を払い、彼らのバスでインディ救出に向かう。
第4章 明白なる運命 (Chapter IV Manifest Destiny)
ラグドは惑星の植民地化に際して先住民を排除するために作られ、囚人を変身させて作られたことがモーデイン刑務所長によって語られる。サイは計画通りに刑務所からの脱走に成功するが、仲間の1人がラグドたちを解き放ってしまう。
第5章 長き道のり (Chapter V The Long Road)
2年前の地球でサイが報復殺人を犯したことが回想される。大金を払って武器を手に入れたケインとサイは、ラグドが襲う首都に行き、ビルとジプの協力で何とかインディを救い出すことができたものの、軍の攻撃でビルが死ぬ。さらにシェルターに向かう途中で軍から激しい銃撃を受け、ジプとケインが死ぬ。かろうじて生き残ったサイとインディは原子炉が爆発する直前にシェルターに逃げ込むことができたものの、その途中でラグドに襲われて体液を注入されたサイが変身し始めてしまう。サイは自殺しようとするが、インディが止める。
第6章 始まりの罪 (Chapter VI Original Sin)
かつて看護師だったサイは、交通事故で愛する妻キアラと娘カイを亡くし、飲酒運転で事故を起こした男を殺してしまう。
第7章 1年後 (Chapter VII Aftermath Year One)
原子炉爆発の1年後、暴動を起こした囚人らが原子炉を破壊したとされている。植民惑星に2人の調査員がやって来てインディを見つける。しかし、調査員の1人は知性を一部残しながらラグドとなったサイに殺され、もう1人の調査員はインディに脅され、サイとインディを密かに宇宙船フローティアに連れ帰ることになる。

## キャスト
※括弧内は日本語吹替。
- ケイン・サマーヴィル中尉: ダニエル・マクファーソン（英語版）（川島得愛） - 惑星開拓を請け負う軍事企業のエリート。
- サイ・ロンブロック: ケラン・ラッツ（松田健一郎） - 脱獄囚。
- ジプ: イザベル・ルーカス（大井麻利衣） - 流れ者の粗暴な女。
- ビル: ルーク・フォード（英語版）（濱野大輝） - 流れ者の粗暴な男。ジプの血のつがらない兄。
- リネックス司令官: レイチェル・グリフィス（石井未紗） - 軍事企業の現場責任者。ケインの上官。
- モーデイン刑務所長: テムエラ・モリソン（佐瀬弘幸） - 軍事企業と極秘の計画を進めている。
- インディ・サマーヴィル: ティーガン・クロフト - ケインの娘。

## 作品の評価
Rotten Tomatoesによれば、20件の評論のうち、65%にあたる13件が高く評価しており、平均して10点満点中5.93点を得ている。
Metacriticによれば、5件の評論のうち、高評価は2件、賛否混在は2件、低評価は1件で、平均して100点満点中55点を得ている。